# Пиер Мейлак
Пиер Мейлак (на английски: Pierre J. Mejlak) е малтийски писател на произведения в жанра съвременен роман и детска литература.

## Биография и творчество
Пиер Мейлак е роден през 1982 г. в Кала, Малта. От ранна възраст обича да чете и да пише. От 13-годишен публикува в училищното списание.
В периода 1999 – 2004 г. работи като журналист в Малта, включително като кореспондент на Би Би Си, колумнист в „Malta's daily In-Nazzjon“ и продуцент на 60 минутни предавания по радиостанциите за знаменити рок легенди. Два пъти е удостоен с награда за своята журналистическата си дейност.
През 2004 г. напуска Малта за Люксембург на работа в Службата за публикации на ЕС. След това се мести в Брюксел, където той е работи като преводач в продължение на 6 години. През 2010 г. се завръща във Валета, където в продължение на 3 години работи към кабинета на министър-председателя за представянето на Валета за домакин на Европейска столица на културата през 2018 г. През 2012 г. преминава отново на работа към Европейската комисия в Брюксел.
През 1999 г. е издадена първата му книга за деца.
През 2007 г. е издаден първият му роман „Riħ Isfel“ (Южен вятър). През 2010 г. по романа е екранизиран едноименен телевизионен сериал.
През 2009 г. е издаден първият му сборник с разкази за възрастни „Qed Nistenniek Nieżla max-Xita“ (Чакам да падне с дъжда).
През 2014 г. сборникът му с разкази „Когато изпратим деня“, публикуван през 2011 г., е удостоен с наградата на Европейския съюз за литература.
Пиер Мейлак живее със семейството си в Брюксел.

## Произведения

### Самостоятелни романи
- Riħ Isfel (2007)

### Детска литература
- Trab Abjad (1999)
- Meta Nstabu l-Anġli (2002)

### Сборници
- Qed Nistenniek Nieżla max-Xita (2009)
- Dak li l-Lejl Iħallik Tgħid (2011) – награда за литература на Европейския съюз
Когато изпратим деня, изд. ICU, София (2015), прев. Невена Дишлиева-Кръстева

### Разкази
- „Ечемичени ниви“ в „Куфарът на брат ми“ (2015)

### Екранизации
- 2010 Riħ Isfel – ТВ сериал, 13 серии, по романа